# Sundasciurus jentinki
Sundasciurus jentinki е вид бозайник от семейство Катерицови (Sciuridae).

## Разпространение
Видът е разпространен в Малайзия (Сабах и Саравак).